# Samostalna organizacija Hrvatske stranke
Samostalna organizacija Hrvatske stranke je bila stranačka organizacija bivših pripadnika Hrvatske stranke.
Utemeljena je 28. rujna 1908. u Dubrovniku. Bilo je to na skupštini predstavnika Hrvatske stranke iz dubrovačkog i korčulanskog kotara. Radilo se o većini bivših pristaša te stranke s područja tih dvaju kotara. 
Nova organizacija odlučila se je suprotstaviti promijenjenoj politici Hrvatske stranke koju je zahvatilo austrofilstvo kao posljedica masovna priljeva i nekritična primanja članstva Narodne hrvatske stranke. Odvajanje ove skupine od Hrvatske stranke je bio jednim od razloga sloma politike novog kursa u Dalmaciji.
Za tajnika je izabran Milorad Medini, za dopredsjednika Roko Arneri, a za predsjednika Pero Čingrija.
Gospodarski oslonac ove organizacije je bila Hrvatska vjeresijska banka u kojoj je značajni dioničar bio Ivo de Giulli.